# 江西提督
江西提督是清初統領江西軍務的最高軍事長官，為從一品官。後撤裁，由江西巡撫兼提督銜。

## 沿革
- 順治三年（1646年），設江西提督，駐南昌。
- 順治十八年（1661年），遷往贛州。
- 康熙元年（1662年），遷往建昌。
- 康熙五年（1666年），遷回南昌。
- 康熙七年（1668年），裁撤江西提督。
- 康熙十三年（1674年），復設江西提督，遷往九江。
- 康熙二十一年（1682年），復裁江西提督。
- 乾隆十八年（1753年）起，江西巡撫兼提督銜。

## 歷任提督
| 姓名   | 任職時間                            | 卸職時間                            | 卸職原因           |
| ------ | ----------------------------------- | ----------------------------------- | ------------------ |
| 金聲桓 | 順治三年五月庚申 1646年6月27日      | 順治五年二月甲戌 1648年3月2日       | 反清               |
| 劉光弼 | 順治六年八月乙卯 1649年10月4日      | 順治十六年正月辛亥 1659年2月10日    | 休致               |
| 楊捷   | 順治十六年二月壬戌 1659年2月21日    | 順治十六年七月甲戌 1659年9月1日     | 改隨征江南左路總兵 |
| 嚴自明 | 順治十六年十月庚子 1659年11月26日   | 康熙七年 1668年                     | 裁撤               |
| 趙國祚 | 康熙十三年正月庚寅 1674年3月2日     | 康熙十八年十一月丁巳 1679年12月28日 | 休致               |
| 許貞   | 康熙十八年十一月丁巳 1679年12月28日 | 康熙二十一年十二月癸未 1683年1月7日 | 裁撤，改廣東提督   |